# Епархия Оринджа

Герб епархии Оринджа

Епархия Оринджа (лат. Dioecesis Arausicana in California) — епархия Римско-Католической церкви с центром в городе Ориндж, США. Епархия Оринджа входит в митрополию Лос-Анджелеса. Кафедральным собором епархии Оринджа является Хрустальный собор.

## История
24 марта 1976 года Римский папа Павел VI издал буллу "Supernae animarum", которой учредил епархию Оринджа, выделив её из архиепархии Лос-Анджелеса.

## Ординарии епархии
- епископ Уильям Роберт Джонсон[англ.] (24.03.1976 — 28.07.1986)
- епископ Норман Фрэнсис Макфарланд[англ.] (29.12.1986 — 30.06.1998)
- епископ Тод Дэвид Браун[англ.] (30.06.1998 — 21.09.2012)
- епископ Кевин Уильям Ванн[англ.] (с 21.09.2012)

## Источник
- Annuario Pontificio, Libreria Editrice Vaticana, Città del Vaticano, 2003, ISBN 88-209-7422-3
- Булла Supernae animarum, AAS 68 (1976), стр. 312  (лат.)